# 畠山真莉愛
畠山 真莉愛（はたけやま まりあ、1997年1月22日 - ）は、日本の女優である。以前はムーン・ザ・チャイルドに所属していた。

## 出演

### テレビドラマ
- あいのうた（2005年10月 - 12月、日本テレビ） - 片岡亜希のクラスメート役
- 一週間の恋（2006年1月5日、TBS） - 少女役

### バラエティ
- さとこいめぐさん（2004年10月 - 12月、日本テレビ）レギュラー
- 中居正広の金曜日のスマたちへ「コシノヒロコの波瀾万丈」（2004年11月、TBS）
- 中居正広の金曜日のスマたちへ「佐伯チズの波瀾万丈」（2005年6月、TBS）
- クリック!（2005年8月、日本テレビ）

### Vシネマ
- こまねずみ常次郎（2006年2月） - 三奈役

### CM
- 藤沢薬品「オイラックス」（2001年4月）
- ハウス食品「オーザック」（2002年12月）
- ベネッセコーポレーション（2005年3月 - 2007年2月）
- NTT東日本「フレッツ光」（2005年10月 - 2006年3月）
- マクドナルド「ハッピーセット」（2006年5月 - 6月）

### スチル
- 日清食品「ラーメン屋さん」（2003年6月 - 2004年5月）